# 湖南大学出版社
湖南大学出版社是中华人民共和国的一家出版社，成立于1985年，社址位于湖南省长沙市，由中华人民共和国教育部主管，湖南大学主办。

## 历史沿革
1985年建立。1989年12月停办。1995年4月恢复重建。